# Citrus ryukyuensis
Espèce
Citrus ryukyuensis en japonais タニブター Tanibutā, Oogimi-Ishikunibu selon les variantes locales est une espèce primitive de petite mandarine originaire des iles Ryūkyū et leur périphérie. Elle a été identifiée en 2021 grâce à des comparaisons génétiques menées par une équipe internationale autour de chercheurs de l'Institut des sciences et technologies d'Okinawa. Son hybridation avec les espèces continentales (pamplemoussier C. maxima, mandarine commune et mangshanyeju chinoise C. reticulata) a donné naissance à la vaste biodiversité des agrumes sauvages et cultivés d'Okinawa, de Taïwan et du sud de Kyūshū.

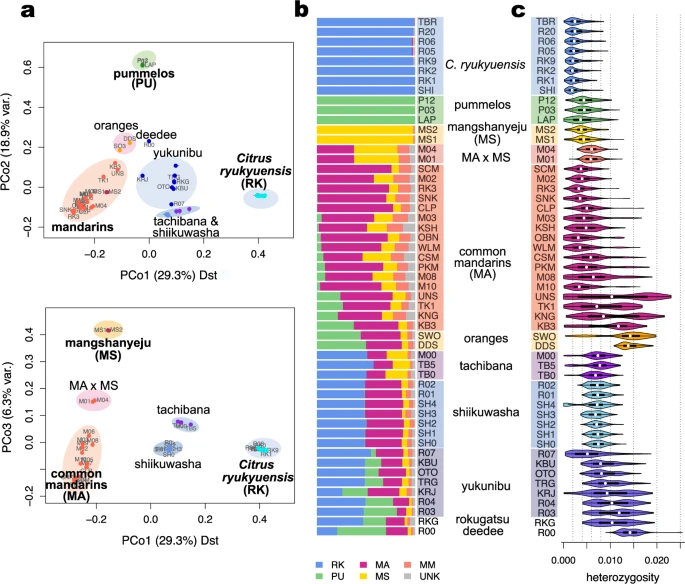
Mélange génétique et hétérozygotie des agrumes d'Asie de l'Est (Wu, Sugimoto et al. 2021)

## Découverte de l'espèce
Les Omoro Sōshi XVe siècle - XVIIe siècle attestent l'existence d'agrumes natifs des Ryukyu sous des noms conservés de nos jours kuganii (chant 75, la grande prêtresse est assise sous un kuganii), kunibu (chant 984, les jeunes filles portent des colliers de kunibu comme protection). Ce sont des Shikuwasa, descendants de C. ryukyuensis. Ces kunibu ne sont peut être pas ce qu'on appelle kunenbo, groupe des C. nobilis, de nos jours au Japon (la linguistique ne contribue pas à unifier les sens, le japonais de Kagoshima emploie tookunibu =  kunibu de Chine).
Bien que l'espèce existe toujours à l'état sauvage, on ne doit pas sa découverte à la description botanique de la plante. C'est en comparant les génomes de 69 populations d'agrumes de la zone Chine du sud est au sud du Japon que les découvreurs ont inféré l'ascendance des nombreuses variétés actuelles. 3 espèces, le pamplemoussier (C. maxima ), le tanibutā (C. ryukyuensis) et diverses mandarines dont l'isolat chinois mangshanyeju se combinent dans les groupes d'agrumes modernes les Tachibana (C. tachibana), Shikuwasa (C. depressa), Yukunibu (C. x  nobilis), le rokugatsu et l'orange amère des Ryukyu nommée Deedee (C. aurantium var. daidai, en japonais でーでー, 橙 (De ̄ de ̄ , daidai)). Elles permettent de reconstituer le puzzle de leurs génomes comparés. 

David J. Mabberley (2022) écrit que C. ryukyuensis pourrait être la même plante que C. nobilis var. spontanea T. Itô, J. Coll. Sci., Tokyo Imp. Univ. 12 : 361 (1900).

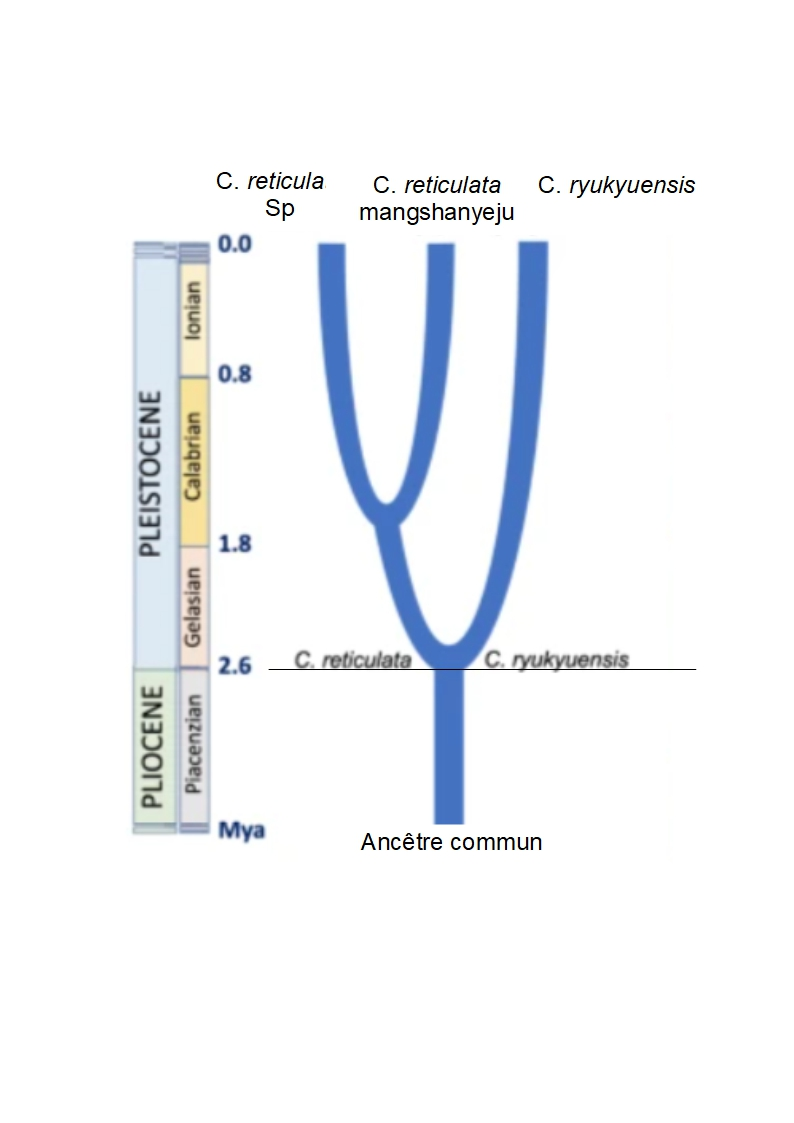
Divergence de C. ryukyuensis puis des mandarines manshanyeju à partir d'un mandarinier ancestral

## Divergence et spéciation

### La divergence primitive
La région a connu depuis la fin du Miocène - début de la dispersion des agrumes ancestraux - d'importantes évolutions géologiques qui ont mis en contact à plusieurs reprises l'arc de Ryukyu, le Japon et la Chine favorisant les processus d'isolement et de spéciation. C. ryukyuensis est un isolat dans l'arc Ryukyu de mandarines d'Asie continentale qui a divergé génétiquement au début du Pléistocène. La faible hétérozygotie de cette espèce laisse supposer un goulot d'étranglement de la population insulaire.
Un second évènement de spéciation en Chine continentale entre 14 et 1,7 millions d'années voit l'apparition des mandarines mangshanyeju, (mandarine sauvage «ju» de la région de Mangshan, Province de Hunan, à ne pas confondre avec C. mangshanensis ou mangshanyegan, 莽山野柑 (Mǎng shānyě gān) «gān» de Mangshan) que les auteurs considèrent comme sous espèce distinctes des mandarines communes.
De ce long isolement C. ryukyuensis se différencie fortement de C. reticulata et C. maxima. Il doit sa stabilité génétique panmictique à sa reproduction zygotique (sexuée) avec graines monoembryonées, à la différence des autres espèces mutantes asexuées apomictiques. 

### Divergence Japon continental - Iles Ryukyu
Aux alentours de 190 à 240 000 ans arrive un second évènement de spéciation entre les Tanibutā du Japon continental (Kyūshū) et les Ryukyu, il est déduit de la reconstitution de la population de C. ryukyuensis ancêtre du tachibana (né au Japon continental). La sous population continentale aurait une hétérozygotie inférieure à la population d'Okinawa, un nouveau goulot d'étranglement se serait produit. La différenciation génétique est qualifiée de  significative par les chercheurs. 

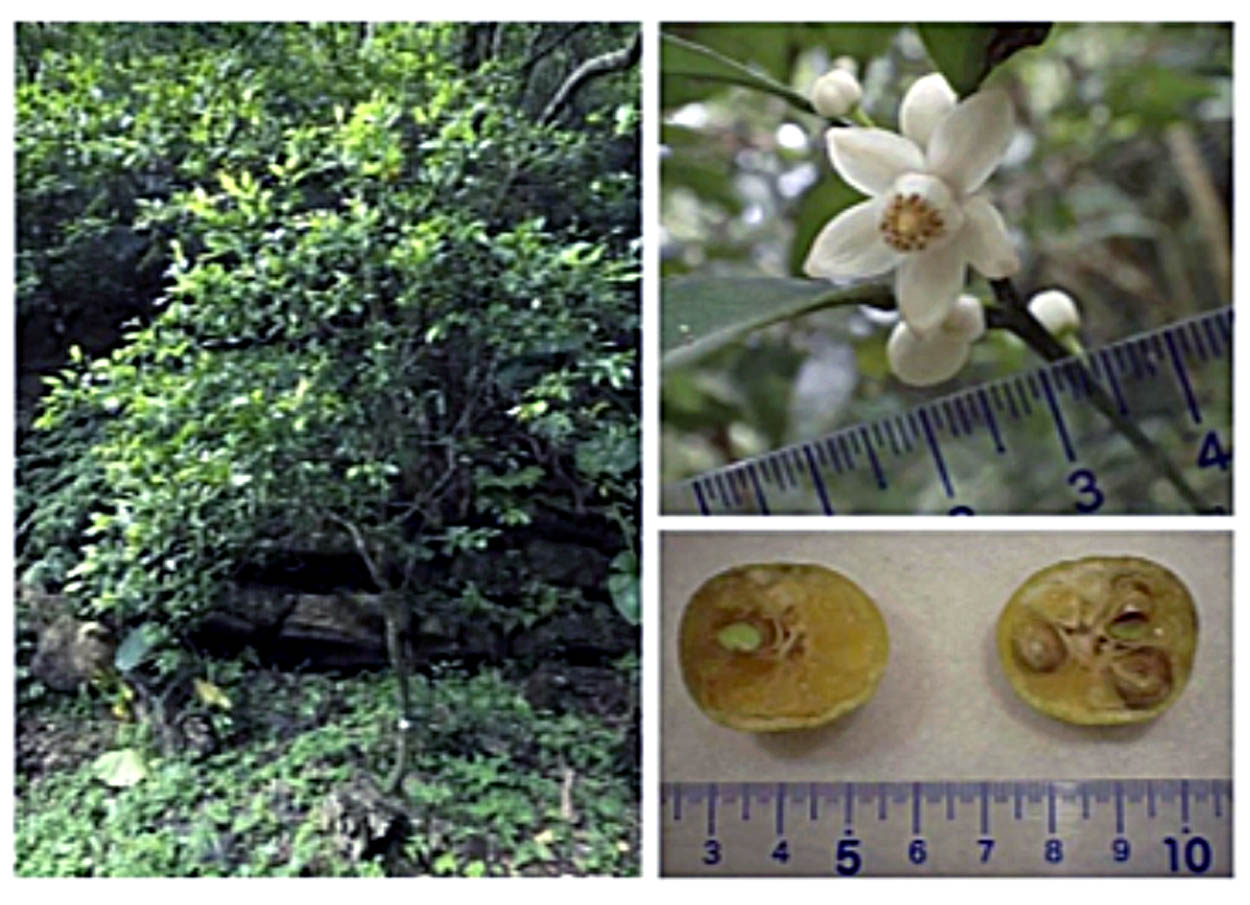
C. ryukyuensis arbre, fleur et fruit - Okinawa citrus collection (source Wu, Sugimoto et al. 2021)

## Morphologie
L'arbre est un petit mandarinier buissonnant sauvage, la fleur mesure 1,5 cm de diamètre. Le fruit granuleux, légèrement aplati, déprimé, a une peau fine et adhérente, il présente des grosses graines, son diamètre est 2,5 cm.

## Descendance

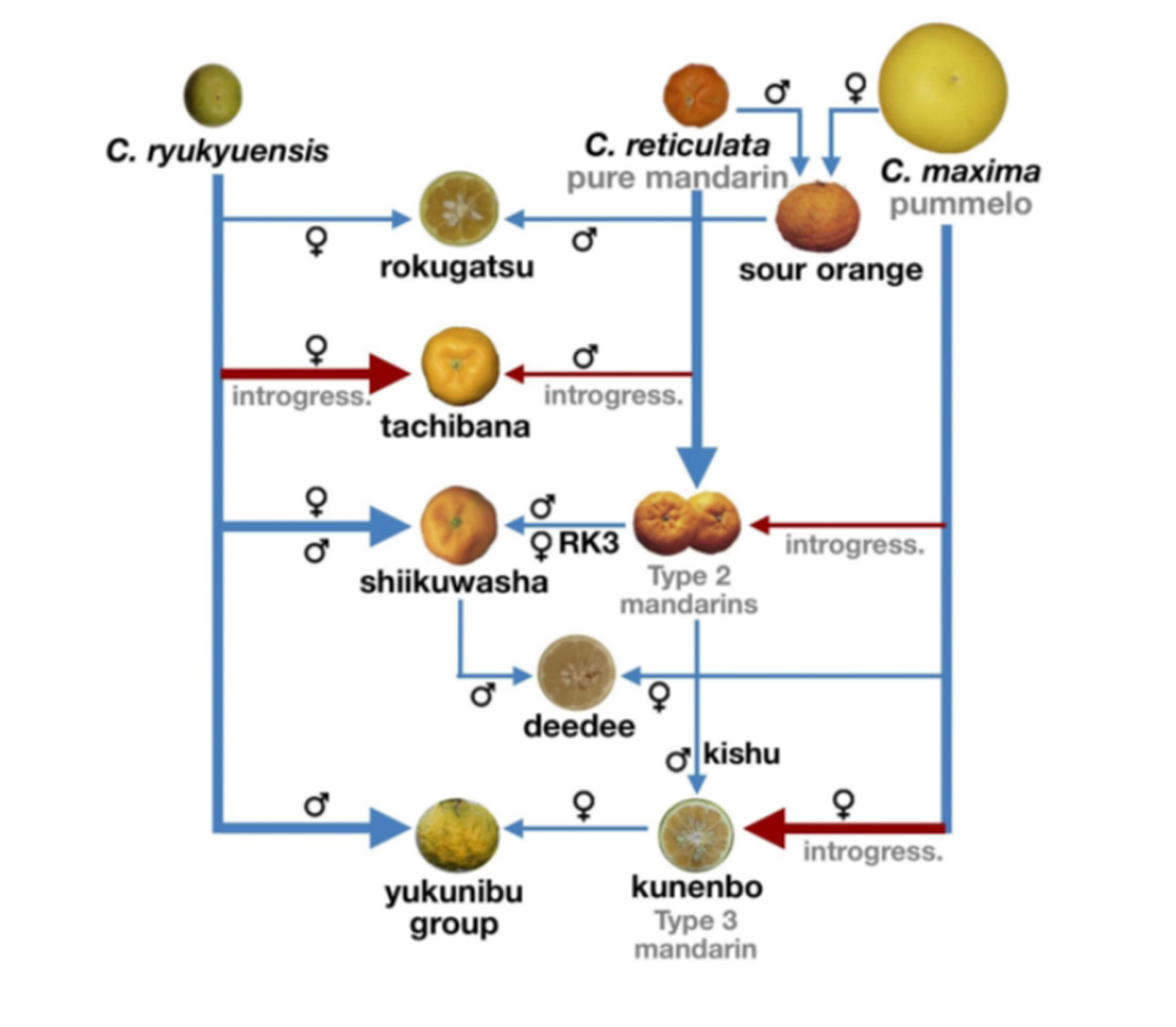
Descendance de C. ryukyuensis Lignes épaisses = ascendance impliquant plusieurs individus d'une population, ligne fine = ascendance d'un seul individu. En bleu hybridations simples, en rouge hybridations et introgressions complexes - source Wu, Sugimoto et al 2021

### Rokugatsu

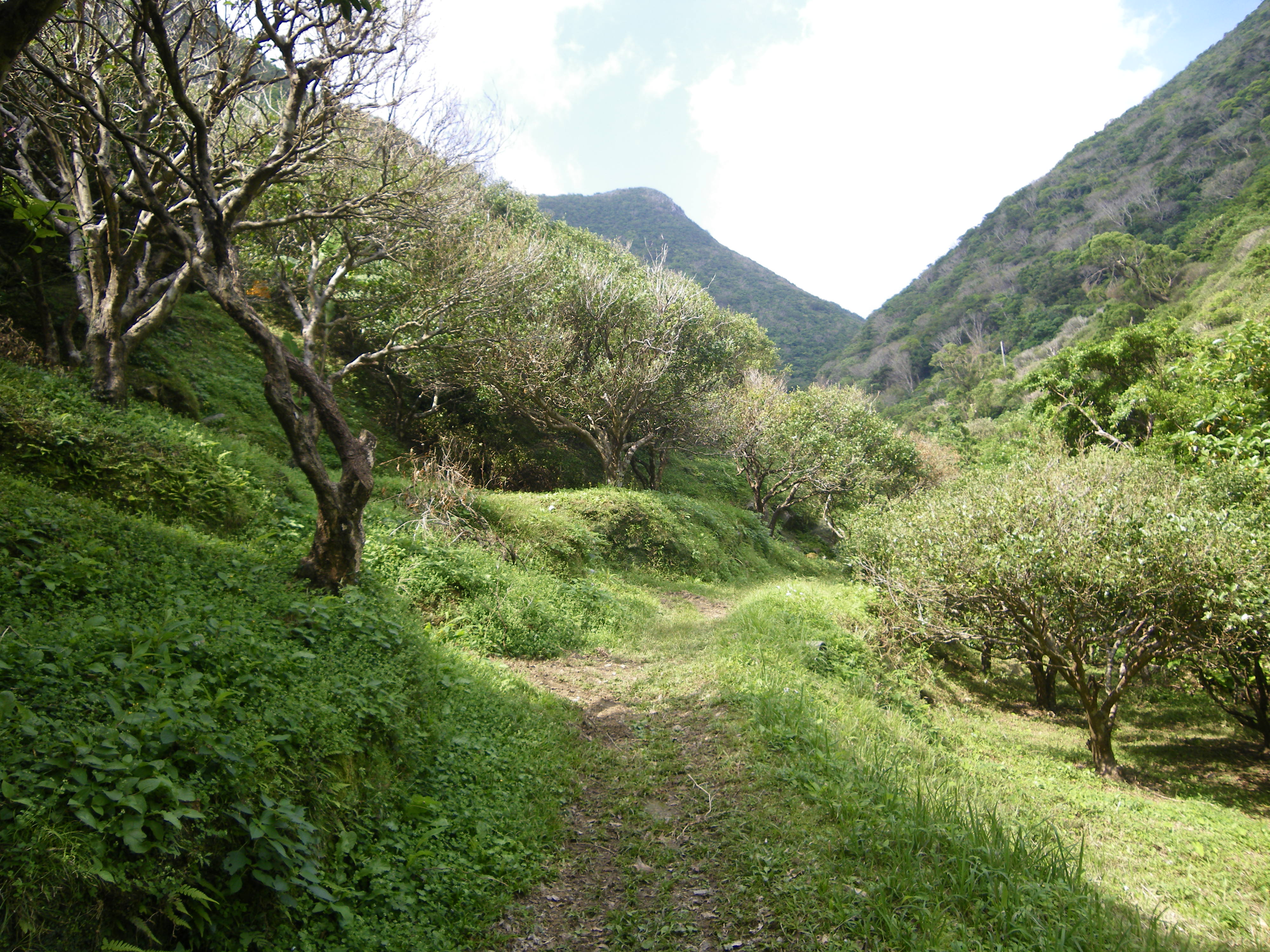
C. depressa à Okinawa - Mont Awa

ザダイダイ (zadaidai), rokugatsu-mikan, (C. rokugatsu Yu. Tanaka, aka zadaidai bigarade), petite bigarade à peau fine lâche et tendre, nettement odorante et facile à peler, indigène des Ryukyu, est issu d'un hybride F1 C. ryukyuensis × daidai. Il est polyembryonnaire et hétérozygote. T. Shimizu le donnait avec parent polinisateur indéterminé en 2016.

### LesTachibana(C. tachibana), Shikuwasa (C. depressa) et deedee  (C. aurantiumvar.daidai)
Les tachibana et les shikuwasa sont des hybridations de C. ryukyuensis et d'agrumes chinois:
L'origine de C. tachibana (il y a 220 à 350 000 ans au Japon continental) est postérieure la seconde divergence des populations de C. ryukyuensis entre la japonaise continentale et celle d'Okinawa. Une hybridation primitive a probablement été suivie de plusieurs introgressions du pomelo dans les mandarines d'Asie continentale associée à leur domestication.
Les différents Shikuwasa (C. depressa) sont des demi-frères avec pour parent commun une mandarine chinoise et différents C. ryukyuensis. Le sous groupe yukunibu est issu de semences de Kunenbo. La bigarade Ryukyu (deedee) est un hybride entre pamplemoussier (C. maxima) et shiikuwasha

### Les Yukunibu(C. x  kunenbox ryukyuensis)

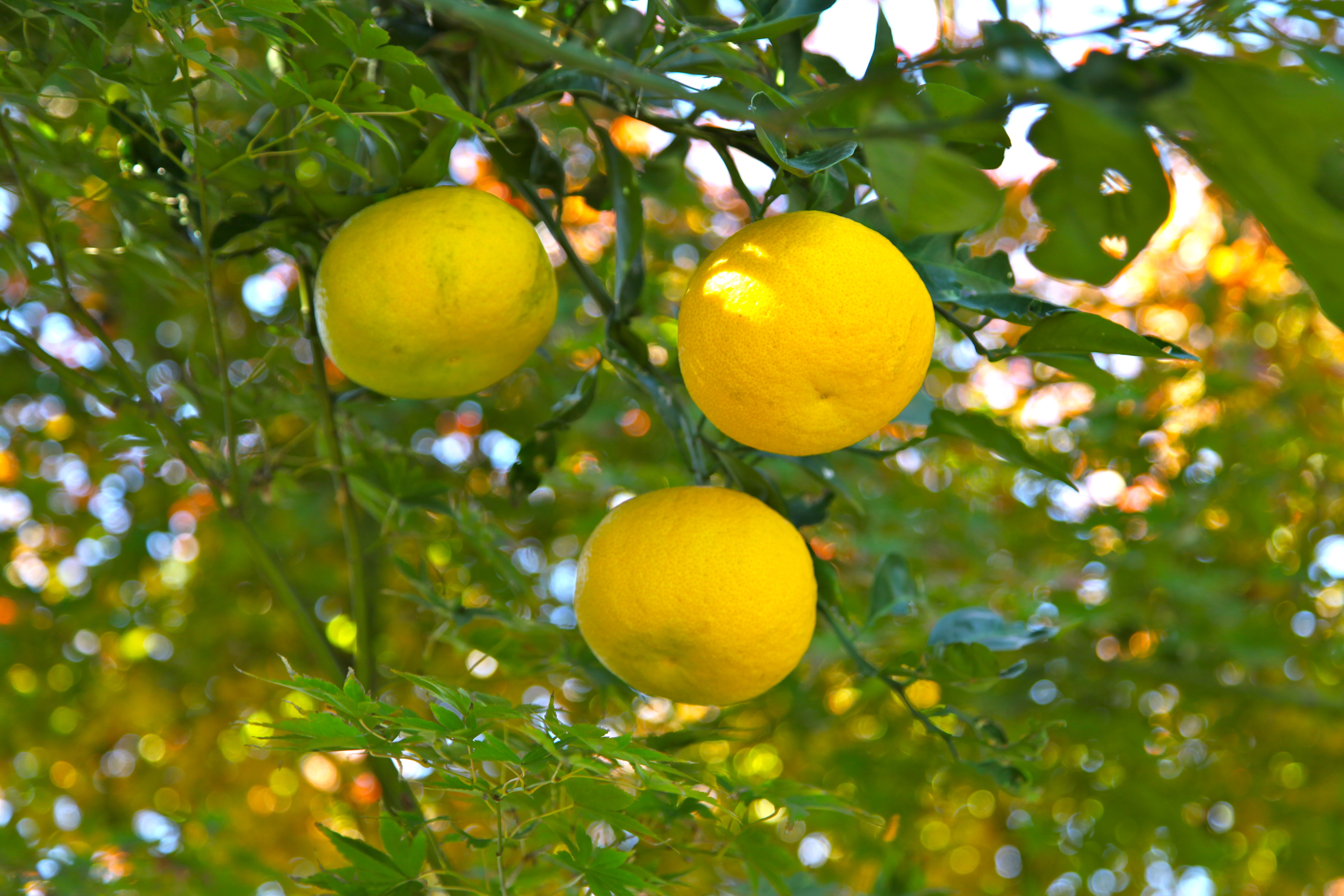
Les yuzus probablement originaire région de Mangshan, seul hybride de la mandarine mangshanyeju

Yukunibu était connu comme C. yanbaruensis Hort. ex Tanaka. Tanaka n'était pas parvenu à le différencier d'autres mandarines ressemblantes plus ou moins grosses (Ishikata, Shima-kabuchi, Unzoki, Rokugatsu...). La découverte de C. ryukyuensis conduit à en faire une sous espèce: Yukunibu (agrume aigre dans la langue locale) a pour parent femelle (7 cas identifiés) une mandarine kunenbo (venu d'Indochine il y a 500 ans, qui contient des traces d'orange douce également la mère des satsuma) avec des divers parents pollinisateurs C. ryukyuensis. Dans certains cas un rétrocroisement avec keraji-mikan est signalé. Parmi les hybridations modernes Kaneshi R07 est une pollinisation de kabuchi par le shiikuwasha Nja-kuganii.

### Yuzu (C.×junos)
Les mêmes travaux mettent en évidence la spécificité génétique du yuzu, seul hybride F1 interspécifique connu de l'espèce d'un parent pur de mandarine sauvage mangshanyeju avec un pollen d'Ichang papeda (C. ichangensis).